# Circuitul ITF masculin 2024 (ianuarie–martie)
Circuitul ITF masculin 2024  este ediția din 2024 a celui de-al doilea turneu de tenis profesionist masculin. Este organizat de Federația Internațională de Tenis și este un nivel inferior ATP Challenger Tour. Circuitul include turnee cu premii în bani cuprinse între 15.000 și 25.000 de dolari.
Din 2022, în urma invaziei rusești din Ucraina, ITF a anunțat că jucătorii din Belarus și Rusia pot juca în continuare în circuit, dar nu vor avea voie să joace sub steagul Belarusului sau al Rusiei.

## Legendă
| Turnee M25 |
| Turnee M15 |

### Ianuarie
| Săptămâna   | Turneu                                                   | Campioni                                                   | Finaliști                                   | Semifinaliști                          | Sfert-finaliști                                                         |
| ----------- | -------------------------------------------------------- | ---------------------------------------------------------- | ------------------------------------------- | -------------------------------------- | ----------------------------------------------------------------------- |
| 1 ianuarie  | Esch/Alzette, Luxemburg Dură M25 Simplu și dublu         | Jacob Fearnley 6–4, 6–4                                    | Jonas Forejtek                              | Yanki Erel Clement Chidekh             | Ryan James Storrie Kylian Collignon Raphael Collignon Robert Strombachs |
| 1 ianuarie  | Esch/Alzette, Luxemburg Dură M25 Simplu și dublu         | Alex Knaff David Pichler 1–6, 6–1, [12–10]                 | Dimitris Sakellaridis Stefanos Sakellaridis | Yanki Erel Clement Chidekh             | Ryan James Storrie Kylian Collignon Raphael Collignon Robert Strombachs |
| 1 ianuarie  | Monastir, Tunisia Dură M15 Simplu și dublu               | Kamil Majchrzak 6–1, 6–1                                   | Ryuki Matsuda                               | Tao Mu Maxence Bertimon                | C Bittoun Kouzmine Ilia Simakin Ryotaro Taguchi Florent Bax             |
| 1 ianuarie  | Monastir, Tunisia Dură M15 Simplu și dublu               | Petr Bar Biryukov Ilia Simakin 7–6(7–5), 7–6(7–3)          | Florent Bax Maxence Beauge                  | Tao Mu Maxence Bertimon                | C Bittoun Kouzmine Ilia Simakin Ryotaro Taguchi Florent Bax             |
| 1 ianuarie  | Kish Island, Iran Zgură M15 Simplu și dublu              | Oleg Prihodko 6–3, 6–7(7-9), 6–0                           | Lorenzo Bocchi                              | Matyas Fuele Denis Klok                | Hazem Naw Hamidrez Nadaf Gergely Madarasz Giovanni Calvano              |
| 1 ianuarie  | Kish Island, Iran Zgură M15 Simplu și dublu              | Matyas Fuele Gergely Madarasz 6–4, 7–5                     | Samyar Elyasi Hamidreza Nadaf               | Matyas Fuele Denis Klok                | Hazem Naw Hamidrez Nadaf Gergely Madarasz Giovanni Calvano              |
| 8 ianuarie  | Loughborough, UK Dură (i) M25 Simplu și dublu            | Kyle Edmund 6–4, 6–4                                       | Martyn Pawelski                             | Charles Broom Cannon Kingsley          | Viktor Durasovic Fausto Tabacco Anton Matusevich Henry Searle           |
| 8 ianuarie  | Loughborough, UK Dură (i) M25 Simplu și dublu            | Charles Broom George Houghton 7–5, 6–3                     | Jay Clarke Millen Hurrion                   | Charles Broom Cannon Kingsley          | Viktor Durasovic Fausto Tabacco Anton Matusevich Henry Searle           |
| 8 ianuarie  | Mandya, India Dură M25 Simplu și dublu                   | Orel Kimhi 6–2, 6–4                                        | Jelle Sels                                  | Karan Singh Siddharth Vishwakarma      | Krisvan Wyk Thijmen Loof Madhwin Kamath Nam HoangLy                     |
| 8 ianuarie  | Mandya, India Dură M25 Simplu și dublu                   | Parikshit Somani Manish Sureshkumar 4–6, 6–1, [10–8]       | Woobin Shin Karan Singh                     | Karan Singh Siddharth Vishwakarma      | Krisvan Wyk Thijmen Loof Madhwin Kamath Nam HoangLy                     |
| 8 ianuarie  | Antalia, Turcia Zgură M15 Simplu și dublu                | Filip Cristian Jianu 7–6(7–5), 6–4                         | Peter Heller                                | Niccolo Catini Carlos Gimeno Valero    | Gokberk Saritas Dominik Kellovsky Cengiz Aksu Paul Woerner              |
| 8 ianuarie  | Antalia, Turcia Zgură M15 Simplu și dublu                | Peter Heller Dominik Kellovsky 2–6, 7–6(7–3), [10–3]       | Alexandru Cristian Dumitru Călin Manda      | Niccolo Catini Carlos Gimeno Valero    | Gokberk Saritas Dominik Kellovsky Cengiz Aksu Paul Woerner              |
| 8 ianuarie  | Manacor, Spania Dură M15 Simplu și dublu                 | Jerome Kym 6–4, 6–2                                        | Pol Martin Tiffon                           | Imanol Lopez Morillo Ryan Nijboer      | Alex Rybakov Milos Karol Deney Wassermann Nathan Trouve                 |
| 8 ianuarie  | Manacor, Spania Dură M15 Simplu și dublu                 | Michiel De Krom Ryan Nijboer 7–5, 6–4                      | Liam Gavrielides Max Wiskandt               | Imanol Lopez Morillo Ryan Nijboer      | Alex Rybakov Milos Karol Deney Wassermann Nathan Trouve                 |
| 8 ianuarie  | Monastir, Tunisia Dură M15 Simplu și dublu               | Jakub Nicod 6–4, 6–4                                       | Ryuki Matsuda                               | Emilien Demanet Nicola Kuhn            | Stijn Slump Maxence Beaugé Kamil Majchrzak Christoph Negritu            |
| 8 ianuarie  | Monastir, Tunisia Dură M15 Simplu și dublu               | Christoph Negritu Aziz Ouakaa 6–2, 6–7(3–7), [10–4]        | Nicola Kuhn David Perez Sanz                | Emilien Demanet Nicola Kuhn            | Stijn Slump Maxence Beaugé Kamil Majchrzak Christoph Negritu            |
| 8 ianuarie  | Kish Island, Iran Zgură M15 Simplu și dublu              | Hazem Naw 6–0, 6–4                                         | Oleg Prihodko                               | Gergely Madarasz Denis Klok            | Alessandro Cortegiani Lorenzo Bocchi Gianluca Cadenasso Sina Moghimi    |
| 8 ianuarie  | Kish Island, Iran Zgură M15 Simplu și dublu              | Samyar Elyasi Ali Yazdani 7–6(8–6), 6–4                    | Simone Agostini Gianluca Cadenasso          | Gergely Madarasz Denis Klok            | Alessandro Cortegiani Lorenzo Bocchi Gianluca Cadenasso Sina Moghimi    |
| 8 ianuarie  | Doha, Qatar Dură M15 Simplu și dublu                     | Khumoyun Sultanov 7–6(7–3), 6–4                            | Yanki Erel                                  | Saba Purtseladze Viacheslav Bielinskyi | Olaf Pieczkowski Antoine Ghibaudo Alexei Zakharov Ali Habib             |
| 8 ianuarie  | Doha, Qatar Dură M15 Simplu și dublu                     | Masamichi Imamura Naoki Tajima 6–2, 6–3                    | Elliot Benchetrit Antoine Ghibaudo          | Saba Purtseladze Viacheslav Bielinskyi | Olaf Pieczkowski Antoine Ghibaudo Alexei Zakharov Ali Habib             |
| 15 ianuarie | Doha, Qatar Dură M25 Simplu și dublu                     | Ergi Kırkın 3–6, 6–1, 7–5                                  | Khumoyun Sultanov                           | Sandro Kopp Ali Habib                  | Naoki Tajima Antoine Ghibaudo Masamichi Imamura Olaf Pieczkowski        |
| 15 ianuarie | Doha, Qatar Dură M25 Simplu și dublu                     | Yankı Erel Ergi Kırkın 4–6, 6–3, [10–2]                    | Masamichi Imamura Naoki Tajima              | Sandro Kopp Ali Habib                  | Naoki Tajima Antoine Ghibaudo Masamichi Imamura Olaf Pieczkowski        |
| 15 ianuarie | Ithaca, SUA Dură (i) M25 Simplu și dublu                 | Karue Sell 6–3, 3–0, ret.                                  | Tristan McCormick                           | Radu Mihai Papoe Adit Sinha            | Alexander Bernard Ozan Baris Noah Schachter Joshua Sheehy               |
| 15 ianuarie | Ithaca, SUA Dură (i) M25 Simplu și dublu                 | Simon Freund Johannes Ingildsen 6–4, 7–6(7–4)              | Joshua Sheehy Pranav Kumar                  | Radu Mihai Papoe Adit Sinha            | Alexander Bernard Ozan Baris Noah Schachter Joshua Sheehy               |
| 15 ianuarie | Bhopal, India Dură M25 Simplu și dublu                   | Bogdan Bobrov w/o                                          | Oliver Crawford                             | Eric Vanshelboim David Pichler         | Aryan Shah Siddharth Vishwakarma Manish Sureshkumar Dominik Palan       |
| 15 ianuarie | Bhopal, India Dură M25 Simplu și dublu                   | Bogdan Bobrov Luca Castelnuovo 6–4, 6–2                    | Ishaque Eqbal Faisal Qamar                  | Eric Vanshelboim David Pichler         | Aryan Shah Siddharth Vishwakarma Manish Sureshkumar Dominik Palan       |
| 15 ianuarie | Sunderland, Marea Britanie Dură (i) M25 Simplu și dublu  | Kyle Edmund 7–5, 3–6, 6–3                                  | Hamish Stewart                              | Jonáš Forejtek Marcello Serafini       | Dan Added Daniel Cox Millen Hurrion Ben Jones                           |
| 15 ianuarie | Sunderland, Marea Britanie Dură (i) M25 Simplu și dublu  | David Stevenson Marcus Willis 4–6, 7–6(8–6), [10–8]        | Dan Added Clement Chidekh                   | Jonáš Forejtek Marcello Serafini       | Dan Added Daniel Cox Millen Hurrion Ben Jones                           |
| 15 ianuarie | Cadolzburg, Germania Covor M15 Simplu și dublu           | Daniel Masur 6–3, 3–6, 6–4                                 | Michael Agwi                                | Max Hans Rehberg Jakub Filip           | Niels Visker Tom Gentzsch Milan Welte Kirill Kivattsev                  |
| 15 ianuarie | Cadolzburg, Germania Covor M15 Simplu și dublu           | Simon Carr Kirill Kivattsev 6–4, 6–4                       | Patrick Kaukovalta Tim Ruehl                | Max Hans Rehberg Jakub Filip           | Niels Visker Tom Gentzsch Milan Welte Kirill Kivattsev                  |
| 15 ianuarie | Bressuire, Franța Dură (i) M15 Simplu și dublu           | Mae Malige 7–6(7–3), 6–4                                   | Arthur Bouquier                             | Eliakim Coulibaly Kenny de Schepper    | Alessandro Pecci Andrea Picchione Martyn Pawelski Louis Dussin          |
| 15 ianuarie | Bressuire, Franța Dură (i) M15 Simplu și dublu           | Eliakim Coulibaly Eero Vasa 4–6, 7–6(8–6), [10–8]          | Lukas Pokorny Igor Zelenay                  | Eliakim Coulibaly Kenny de Schepper    | Alessandro Pecci Andrea Picchione Martyn Pawelski Louis Dussin          |
| 15 ianuarie | Antalia, Turcia Zgură M15 Simplu și dublu                | Carlos Gimeno Valero 6–3, 6–4                              | Filip Cristian Jianu                        | Niccolo Catini Cezar Crețu             | Matthias Ujvary Dominik Kellovský Federico Arnaboldi Quentin Folliot    |
| 15 ianuarie | Antalia, Turcia Zgură M15 Simplu și dublu                | Mert Alkaya Berk İlkel 6–4, 6–4                            | Cezar Crețu Bogdan Pavel                    | Niccolo Catini Cezar Crețu             | Matthias Ujvary Dominik Kellovský Federico Arnaboldi Quentin Folliot    |
| 15 ianuarie | Manacor, Spania Dură (i) M15 Simplu și dublu             | Yaroslav Demin 6–3, 5–7, 6–3                               | Luka Mikrut                                 | Nikolay Nedelchev Enzo Wallart         | Michiel de Krom Deney Wassermann Manas Dhamne Luca Giacomini            |
| 15 ianuarie | Manacor, Spania Dură (i) M15 Simplu și dublu             | Michiel De Krom Ryan Nijboer 6–4, 4–6, [11–9]              | Jerome Kym Adria Soriano Barrera            | Nikolay Nedelchev Enzo Wallart         | Michiel de Krom Deney Wassermann Manas Dhamne Luca Giacomini            |
| 15 ianuarie | Monastir, Tunisia Dură (i) M15 Simplu și dublu           | Nikolai Vylegzhanin 6–2, 6–2                               | David Perez Sanz                            | Luca Wiedenmann Emilien Demanet        | Miljan Zekić Louis Tessa Jakub Nicod Nicola Kuhn                        |
| 15 ianuarie | Monastir, Tunisia Dură (i) M15 Simplu și dublu           | Constantin Bittoun Kouzmine Mili Poljicak 6–1, 0–6, [10–8] | Nicola Kuhn David Perez Sanz                | Luca Wiedenmann Emilien Demanet        | Miljan Zekić Louis Tessa Jakub Nicod Nicola Kuhn                        |
| 22 ianuarie | Nussloch, Germania Covor (i) M25 Simplu și dublu         | Daniel Masur 6–1, 6–3                                      | Tom Gentzsch                                | Alastair Gray Hazem Naw                | Robert Strombachs Leopold Zima Millen️️ Hurrion Max Hans Rehberg          |
| 22 ianuarie | Nussloch, Germania Covor (i) M25 Simplu și dublu         | Daniel Masur Kai Wehnelt 6–1, 3–6, [10–8]                  | Patrik Rikl Matej Vocel                     | Alastair Gray Hazem Naw                | Robert Strombachs Leopold Zima Millen️️ Hurrion Max Hans Rehberg          |
| 22 ianuarie | Wesley Chapel, USA Dură M25 Simplu și dublu              | Roberto Cid Subervi 6–3, 6–2                               | Nick Chappell                               | Toby Kodat Axel Nefve                  | Harrison Adams Andrés Andrade Gilles-Arnaud Bailly Noah Rubin           |
| 22 ianuarie | Wesley Chapel, USA Dură M25 Simplu și dublu              | Simon Freund Johannes Ingildsen 6–4, 6–7(6–8), [10–4]      | Nicolas Buitrago Victor Lilov               | Toby Kodat Axel Nefve                  | Harrison Adams Andrés Andrade Gilles-Arnaud Bailly Noah Rubin           |
| 22 ianuarie | Chennai, India Dură M25 Simplu și dublu                  | Bernard Tomic 6–4, 7–6(7–3)                                | Mukund Sasikumar                            | Eric Vanshelboim Jelle Sels            | Sandro Kopp Muhammad Rifqi Fitriadi Arthur Weber Alexey Zakharov        |
| 22 ianuarie | Chennai, India Dură M25 Simplu și dublu                  | Francis Casey Alcantara Christopher Rungkat 6–4, 6–2       | Bogdan Bobrov Adil Kalyanpur                | Eric Vanshelboim Jelle Sels            | Sandro Kopp Muhammad Rifqi Fitriadi Arthur Weber Alexey Zakharov        |
| 22 ianuarie | Bagnoles-de-l'Orne, Franța Zgură (i) M15 Simplu și dublu | Alexei Vatutin 7–5, 2–6, 6–3                               | Andrea Picchione                            | Corentin Denolly Quentin Folliot       | Gergely Madarász Nathan Seateun Vladyslav Orlov Alessandro Pecci        |
| 22 ianuarie | Bagnoles-de-l'Orne, Franța Zgură (i) M15 Simplu și dublu | Filippo Romano Leonardo Taddia 7–6(7–4), 6–3               | James Markiewicz Michael Shaw               | Corentin Denolly Quentin Folliot       | Gergely Madarász Nathan Seateun Vladyslav Orlov Alessandro Pecci        |
| 22 ianuarie | Antalia, Turcia Zgură M15 Simplu și dublu                | Nicholas David Ionel 6–1, 6–1                              | Cezar Crețu                                 | Daniele Minighini Ergi Kırkın          | Jorge Martínez Ilya Snițari Carlos Gimeno Valero Vlad Andrei Dancu      |
| 22 ianuarie | Antalia, Turcia Zgură M15 Simplu și dublu                | Cezar Crețu Bogdan Pavel 6–1, 6–1                          | Umut Akkoyun Tuna Altuna                    | Daniele Minighini Ergi Kırkın          | Jorge Martínez Ilya Snițari Carlos Gimeno Valero Vlad Andrei Dancu      |
| 22 ianuarie | Manacor, Spania Dură M15 Simplu și dublu                 | Georgii Kravchenko 7–5, 6–3                                | Ryan Nijboer                                | Karl Friberg Matej Dodig               | Michiel De Krom Martín Landaluce Yaroslav Demin Sidane Pontjodikromo    |
| 22 ianuarie | Manacor, Spania Dură M15 Simplu și dublu                 | Edas Butvilas Carlos Lopez Montagud 6–2, 7–6(8–6)          | Yaroslav Demin Coleman Wong                 | Karl Friberg Matej Dodig               | Michiel De Krom Martín Landaluce Yaroslav Demin Sidane Pontjodikromo    |
| 22 ianuarie | Monastir, Tunisia Dură M15 Simplu și dublu               | Jakub Paul 7–5, 6–3                                        | Evgenii Tiurnev                             | Nicola Kuhn Adrien Gobat               | Andrés Fernández Cánovas Alexander Donski Mili Poljičak Luca Wiedenmann |
| 22 ianuarie | Monastir, Tunisia Dură M15 Simplu și dublu               | Christoph Negritu Michael Zhu 6–3, 2–6, [10–6]             | Stuart Parker Jakub Paul                    | Nicola Kuhn Adrien Gobat               | Andrés Fernández Cánovas Alexander Donski Mili Poljičak Luca Wiedenmann |
| 29 ianuarie | Antalia, Turcia Zgură M25 Simplu și dublu                | Javier Barranco Cosano 6–2, 6–3                            | Bautista Vilicich                           | Mathys Erhard Daniel Merida            | Stefan Popovic Arthur Gea Jorge Martinez Martinez Nikita Mashtakov      |
| 29 ianuarie | Antalia, Turcia Zgură M25 Simplu și dublu                | Dominik Kellovsky Bogdan Pavel 6–3, 3–6, [10–8]            | Siddhant Banthia Sai Karteek Reddy Ganta    | Mathys Erhard Daniel Merida            | Stefan Popovic Arthur Gea Jorge Martinez Martinez Nikita Mashtakov      |
| 29 ianuarie | Hammamet, Tunisia Zgură M25 Simplu și dublu              | Gian Marco Moroni 6–3, 6–0                                 | Corentin Denolly                            | Adrian Oetzbach Denis Klok             | Noah Perfetti Oscar Jose Gutierrez Oleksandr Ovcharenko Johan Nikles    |
| 29 ianuarie | Hammamet, Tunisia Zgură M25 Simplu și dublu              | Corentin Denolly Filip Cristian Jianu 6–3, 4–6, [10–7]     | Adrian Oetzbach Kelsey Stevenson            | Adrian Oetzbach Denis Klok             | Noah Perfetti Oscar Jose Gutierrez Oleksandr Ovcharenko Johan Nikles    |
| 29 ianuarie | Monastir, Tunisia Hard M15 Simplu și dublu               | Evgenii Tiurnev 6–1, 2–0r                                  | Egor Agafonov                               | Stuart Parker Michael Zhu              | Fausto Tabacco Denis Petak Giorgio Tabacco Federico Iannaccone          |
| 29 ianuarie | Monastir, Tunisia Hard M15 Simplu și dublu               | Aleksandr Lobanov Evgenii Tiurnev 6–7(5–7), 6–4, [10–8]    | Christoph Negritu Jakub Paul                | Stuart Parker Michael Zhu              | Fausto Tabacco Denis Petak Giorgio Tabacco Federico Iannaccone          |
| 29 ianuarie | Sharm El Sheikh, Egipt Hard M15 Simplu și dublu          | Marek Gengel 6–3, 6–2                                      | Aliaksandr Liaonenka                        | Marat Sharipov Martyn Pawelski         | Niels Visker Luca Giacomini Sergei Pogosian Jasza Szajrych              |
| 29 ianuarie | Sharm El Sheikh, Egipt Hard M15 Simplu și dublu          | Erik Arutiunian Pavel Verbin 3–6, 7–5, [10–5]              | Federico Bondioli Carlo Alberto Caniato     | Marat Sharipov Martyn Pawelski         | Niels Visker Luca Giacomini Sergei Pogosian Jasza Szajrych              |
| 29 ianuarie | Veigy-Foncenex, Franța Covor (i) M15 Simplu și dublu     | Arthur Bouquier 6–7(5–7), 6–4, 6–4                         | Antoine Hoang                               | Marcello Serafini Filippo Romano       | Alessandro Pecci Neil Oberleitner Yanis Ghazouani Durand Fabien Salle   |
| 29 ianuarie | Veigy-Foncenex, Franța Covor (i) M15 Simplu și dublu     | James Davis David Stevenson 6–3, 7–6(7–5)                  | Adan Freire Da Silva Yanis Ghazouani Durand | Marcello Serafini Filippo Romano       | Alessandro Pecci Neil Oberleitner Yanis Ghazouani Durand Fabien Salle   |

### Februarie
| Săptămâna                                               | Turneu                                                                                               | Campioni                                                                                             | Finaliști                                | Semifinaliști                                                                     | Sfert-finaliști                                                                    |
| ------------------------------------------------------- | --- | --- | ---------------------------------------- | --------------------------------------------------------------------------------- | ---------------------------------------------------------------------------------- |
| 5 februarie                                             | Antalia, Turcia Zgură M25 Simplu și Dublu                                                            | Nick Hardt 6–1, 6–4                                                                                  | Clément Tabur                            | Mathys Erhard Daniel Mérida                                                       | Sebastian Gima Gerald Melzer Javier Barranco Cosano Hady Habib                     |
| 5 februarie                                             | Antalia, Turcia Zgură M25 Simplu și Dublu                                                            | Alejo Lorenzo Lingua Lavallen Juan Pablo Paz 7–5, 6–4                                                | Nick Hardt Gabriel Roveri Sidney         | Mathys Erhard Daniel Mérida                                                       | Sebastian Gima Gerald Melzer Javier Barranco Cosano Hady Habib                     |
| 5 februarie                                             | Punta del Este, Uruguay Zgură M25 Simplu și Dublu                                                    | Murkel Dellien 6–4, 3–6, 7–5                                                                         | Gonzalo Bueno                            | Daniel Vallejo Gonzalo Villanueva                                                 | Juan Bautista Torres Álvaro Guillén Meza Guido Ivan Justo Federico Aguilar Cardozo |
| 5 februarie                                             | Punta del Este, Uruguay Zgură M25 Simplu și Dublu                                                    | Daniel Dutra da Silva Eduardo Ribeiro 7–5, 3–6, 11–9                                                 | Juan Bautista Otegui Nicolás Parizzia    | Daniel Vallejo Gonzalo Villanueva                                                 | Juan Bautista Torres Álvaro Guillén Meza Guido Ivan Justo Federico Aguilar Cardozo |
| 5 februarie                                             | Hammamet, Tunisia Zgură M25 Simplu și Dublu                                                          | Kamil Majchrzak 6–3, 7–5                                                                             | Jay Clarke                               | Nicholas David Ionel Filip Cristian Jianu                                         | Óscar José Gutiérrez Gian Marco Moroni Daniel Bagnolini Corentin Denolly           |
| 5 februarie                                             | Hammamet, Tunisia Zgură M25 Simplu și Dublu                                                          | Simone Agostini Gianluca Cadenasso 6–2, 1–6, 10–7                                                    | Omar Brigida Oleksandr Ovcharenko        | Nicholas David Ionel Filip Cristian Jianu                                         | Óscar José Gutiérrez Gian Marco Moroni Daniel Bagnolini Corentin Denolly           |
| 5 februarie                                             | Monastir, Tunisia Hard M25                                                                           | |                                          |                                                                                   |                                                                                    |
| 5 februarie                                             | Turneul a fost anulat                                                                                | |                                          |                                                                                   |                                                                                    |
| 5 februarie                                             | Monastir, Tunisia Hard M15 Simplu și Dublu                                                           | Robin Bertrand 6–1, 6–3                                                                              | Federico Iannaccone                      | Ilia Simakin Evgenii Tiurnev                                                      | Alberto Barroso Campos Lorenzo Carboni Mousa Alkotop Dali Blanch                   |
| 5 februarie                                             | Monastir, Tunisia Hard M15 Simplu și Dublu                                                           | Adrien Berrut Jakub Paul 6–1, 6–2                                                                    | Robin Bertrand Benjamin Pietri           | Ilia Simakin Evgenii Tiurnev                                                      | Alberto Barroso Campos Lorenzo Carboni Mousa Alkotop Dali Blanch                   |
| 5 februarie                                             | Sunrise, Statele Unite Zgură M15 Simplu și Dublu                                                     | Dmitry Popko 7–5, 6–2                                                                                | Alex Rybakov                             | Nicolás Mejía Peter Bertran                                                       | Toby Kodat Andrés Andrade Bruno Kuzuhara Axel Nefve                                |
| 5 februarie                                             | Sunrise, Statele Unite Zgură M15 Simplu și Dublu                                                     | Andrés Andrade Alex Rybakov 6–3, 6–3                                                                 | Harrison Adams Alexander Merino          | Nicolás Mejía Peter Bertran                                                       | Toby Kodat Andrés Andrade Bruno Kuzuhara Axel Nefve                                |
| 5 februarie                                             | Grenoble, Franța Hard (i) M15 Simplu și Dublu                                                        | Clément Chidekh 6–3, 2–6, 6–3                                                                        | Antoine Hoang                            | Daniel Masur Neil Oberleitner                                                     | Arthur Bouquier Georgii Kravchenko Sascha Gueymard Wayenburg Evan Furness          |
| 5 februarie                                             | Grenoble, Franța Hard (i) M15 Simplu și Dublu                                                        | Clément Chidekh Roy Stepanov 6–0, 6–4                                                                | Daniel Masur Yannik Steinegger           | Daniel Masur Neil Oberleitner                                                     | Arthur Bouquier Georgii Kravchenko Sascha Gueymard Wayenburg Evan Furness          |
| 5 februarie                                             | Sharm El Sheikh, Egipt Hard M15 Simplu și Dublu                                                      | Marek Gengel 6–3, 6–3                                                                                | Oliver Ojakäär                           | Federico Bondioli Mohamed Safwat                                                  | Emile Hudd Niels Visker Saba Purtseladze Kevin Humpfner                            |
| 5 februarie                                             | Sharm El Sheikh, Egipt Hard M15 Simplu și Dublu                                                      | Emile Hudd David Stevenson 6–2, 6–4                                                                  | Marek Gengel Mark Whitehouse             | Federico Bondioli Mohamed Safwat                                                  | Emile Hudd Niels Visker Saba Purtseladze Kevin Humpfner                            |
| 12 februarie                                            | Antalia, Turcia Zgură M25 Simplu și Dublu                                                            | Daniel Mérida 4-6, 7-5, 6-3                                                                          | Nick Hardt                               | Cezar Cretu Vilius Gaubas                                                         | Clément Tabur Sebastian Gima Hady Habib Lukas Neumayer                             |
| 12 februarie                                            | Antalia, Turcia Zgură M25 Simplu și Dublu                                                            | Gokberk Saritas Mert Naci Turker 4–6, 6–3, 10-7                                                      | Anthony Genov Nikita Mashtakov           | Cezar Cretu Vilius Gaubas                                                         | Clément Tabur Sebastian Gima Hady Habib Lukas Neumayer                             |
| 12 februarie                                            | Punta del Este, Uruguay Zgură M25 Simplu și Dublu                                                    | Murkel Dellien 6-1, 6-0                                                                              | Álvaro Guillén Meza                      | Álex Martí Pujolras Hernán Casanova                                               | Joaquín Aguilar Cardozo Juan Bautista Otegui Facundo Mena Gonzalo Villanueva       |
| 12 februarie                                            | Punta del Este, Uruguay Zgură M25 Simplu și Dublu                                                    | Franco Roncadelli Paulo Andre Saraiva dos Santos 4–6, 6–3, 10-5                                      | Nicolás Bruna Juan Bautista Otegui       | Álex Martí Pujolras Hernán Casanova                                               | Joaquín Aguilar Cardozo Juan Bautista Otegui Facundo Mena Gonzalo Villanueva       |
| 12 februarie                                            | Vila Real de Santo António, Portugalia Hard M25 Simplu și Dublu                                      | Martín Landaluce 6–0, 6–3                                                                            | Khumoyun Sultanov                        | Karue Sell Pedro Araújo                                                           | Jelle Sels Carlos López Montagud Sergey Fomin Alberto Barroso Campos               |
| 12 februarie                                            | Vila Real de Santo António, Portugalia Hard M25 Simplu și Dublu                                      | Juan Pablo Ficovich Joao Eduardo Schiessl 6–2, 4–6, 10–5                                             | Diogo Marques Martim Simoes              | Karue Sell Pedro Araújo                                                           | Jelle Sels Carlos López Montagud Sergey Fomin Alberto Barroso Campos               |
| 12 februarie                                            | Hammamet, Tunisia Zgură M25 Simplu și Dublu                                                          | Pol Martín Tiffon 6–3, 6–3                                                                           | Filip Cristian Jianu                     | Oleksandr Ovcharenko Johan Nikles                                                 | Pietro Marino Alessandro Ingarao Damien Wenger Carlos Sánchez Jover                |
| 12 februarie                                            | Hammamet, Tunisia Zgură M25 Simplu și Dublu                                                          | Jay Clarke Sandro Kopp                                                                               | Corentin Denolly Damien Wenger           | Oleksandr Ovcharenko Johan Nikles                                                 | Pietro Marino Alessandro Ingarao Damien Wenger Carlos Sánchez Jover                |
| 12 februarie                                            | Monastir, Tunisia Hard M15 Simplu și Dublu                                                           | Ulises Blanch 0–6, 6–3, 6–4                                                                          | Matej Dodig                              | Luca Castagnola Fausto Tabacco                                                    | Louis Dussin Carlo Alberto Caniato Elliot Benchetrit Ezekiel Clark                 |
| 12 februarie                                            | Monastir, Tunisia Hard M15 Simplu și Dublu                                                           | Igor Kudriashov Aleksandr Lobanov 6–3, 0–6, 14–12                                                    | Jesse Flores Luca Potenza                | Luca Castagnola Fausto Tabacco                                                    | Louis Dussin Carlo Alberto Caniato Elliot Benchetrit Ezekiel Clark                 |
| 12 februarie                                            | Palm Coast, Statele Unite Zgură M15 Simplu și Dublu                                                  | Dmitry Popko 7–5, 1–6, 7–5                                                                           | Andrés Andrade                           | Alex Rybakov Gabi Adrian Boitan                                                   | Toby Kodat Roberto Cid Subervi Bruno Kuzuhara Axel Nefwe                           |
| 12 februarie                                            | Palm Coast, Statele Unite Zgură M15 Simplu și Dublu                                                  | Andrés Andrade Alex Rybakov 6–1, 6–3                                                                 | Juan Sebastián Gómez Finn Reynolds       | Alex Rybakov Gabi Adrian Boitan                                                   | Toby Kodat Roberto Cid Subervi Bruno Kuzuhara Axel Nefwe                           |
| 12 februarie                                            | Nakhon Si Thammarat, Thailanda Hard M15 Simplu și Dublu                                              | Gabriel Decamps 6–2, 6–4                                                                             | Cui Jie                                  | Sander Jong Stefanos Sakellaridis                                                 | Tsung-Hao Huang Muhammad Rifqi Fitriadi Maximus Jones Luca Castelnuovo             |
| 12 februarie                                            | Nakhon Si Thammarat, Thailanda Hard M15 Simplu și Dublu                                              | Tsung-Hao Huang Yeongseok Jeong 6–0, 7–6(7–3)                                                        | Mitsuki Wei Kang Leong Nitin Kumar Sinha | Sander Jong Stefanos Sakellaridis                                                 | Tsung-Hao Huang Muhammad Rifqi Fitriadi Maximus Jones Luca Castelnuovo             |
| 12 februarie                                            | Sharm ElSheikh, Egipt Hard M15 Simplu și Dublu                                                       | Marek Gengel 6–2, 6–2                                                                                | Niels Visker                             | Emile Hudd Oleg Prihodko                                                          | Saba Purtseladze Amr Elsayed Rei Sakamoto Zura Tkemaladze                          |
| 12 februarie                                            | Sharm ElSheikh, Egipt Hard M15 Simplu și Dublu                                                       | Jan Hrazdil Rei Sakamoto 6–3, 6–7(8–10), [11–9]                                                      | Emile Hudd David Stevenson               | Emile Hudd Oleg Prihodko                                                          | Saba Purtseladze Amr Elsayed Rei Sakamoto Zura Tkemaladze                          |
| 12 februarie                                            | Oberhaching, Germania Hard (i) M15 Simplu și Dublu                                                   | Michael Agwi 7–6(7–3), 6–1                                                                           | Max Hans Rehberg                         | Tom Gentzsch Milos Karol                                                          | Mili Poljičak Yannik Steinegger Sascha Gueymard Wayenburg Fabien Salle             |
| 12 februarie                                            | Oberhaching, Germania Hard (i) M15 Simplu și Dublu                                                   | Daniel Masur Mili Poljičak 5–7, 6–3, 10–8                                                            | Giovanni Oradini Matej Vocel             | Tom Gentzsch Milos Karol                                                          | Mili Poljičak Yannik Steinegger Sascha Gueymard Wayenburg Fabien Salle             |
| 19 februarie                                            | Antalia, Turcia Zgură M25 Simplu și Dublu                                                            | Carlos Gimeno Valero 1–6, 7–6(7–1), 7–5                                                              | Vilius Gaubas                            | Cezar Cretu Tim Handel                                                            | Maxime Chazal Max Houkes Lucas Gerch Nino Serdarušić                               |
| 19 februarie                                            | Antalia, Turcia Zgură M25 Simplu și Dublu                                                            | Umut Akkoyun Süleyman Mert Özdemir 7–6(7–1), 7–6(7–4)                                                | Cengiz Aksu Mert Naci Türker             | Cezar Cretu Tim Handel                                                            | Maxime Chazal Max Houkes Lucas Gerch Nino Serdarušić                               |
| 19 februarie                                            | Naples, Florida, USA Zgură M25 Simplu și Dublu                                                       | Dmitry Popko 3–6, 7–6(7–4), 6–4                                                                      | Andrés Andrade                           | Tristan McCormick Roberto Cid Subervi                                             | Alex Rybakov Felix Corwin Adrian Boitan Toby Kodat                                 |
| 19 februarie                                            | Naples, Florida, USA Zgură M25 Simplu și Dublu                                                       | Mac Kiger Benjamin Sigouin 6–2, 6–7(7–9), [10–6]                                                     | Hunter Heck Kenta Miyoshi                | Tristan McCormick Roberto Cid Subervi                                             | Alex Rybakov Felix Corwin Adrian Boitan Toby Kodat                                 |
| 19 februarie                                            | Traralgon, Australia Hard M25 Simplu și Dublu                                                        | Omar Jasika 7–6(7–1), 6–2                                                                            | Li Tu                                    | Alex Bolt James McCabe                                                            | Christian Langmo Blake Ellis Hiroki Moriya Luke Saville                            |
| 19 februarie                                            | Traralgon, Australia Hard M25 Simplu și Dublu                                                        | Matt Hulme James Watt 6–3, 7–6(7–4)                                                                  | Joshua Charlton Blake Ellis              | Alex Bolt James McCabe                                                            | Christian Langmo Blake Ellis Hiroki Moriya Luke Saville                            |
| 19 februarie                                            | Vila Real de Santo António, Portugalia Hard M25 Simplu și Dublu                                      | Jaime Faria 6–3, 6–0                                                                                 | Jelle Sels                               | Nathan Ponwith Viktor Durasovic                                                   | John Echeverria Elmer Møller Julio César Porras Yaroslav Demin                     |
| 19 februarie                                            | Vila Real de Santo António, Portugalia Hard M25 Simplu și Dublu                                      | Jaime Faria João Domingues 7–6(7–2), 7–6(7–2)                                                        | Thomas Fancutt Hunter Reese              | Nathan Ponwith Viktor Durasovic                                                   | John Echeverria Elmer Møller Julio César Porras Yaroslav Demin                     |
| 19 februarie                                            | Hammamet, Tunisia Zgură M25 Simplu și Dublu                                                          | Jay Clarke 4–6, 6–2, 6–3                                                                             | Sandro Kopp                              | Sebastian Gima Carlos Sánchez Jover                                               | Aziz Ouakaa Peter Heller Pol Martin Tiffon Dominik Kellovsky                       |
| 19 februarie                                            | Hammamet, Tunisia Zgură M25 Simplu și Dublu                                                          | Peter Heller Dominik Kellovsky 6–4, 6–4                                                              | Niccolo Catini Gabriele Maria Noce       | Sebastian Gima Carlos Sánchez Jover                                               | Aziz Ouakaa Peter Heller Pol Martin Tiffon Dominik Kellovsky                       |
| 19 februarie                                            | Trento, Italia Hard M25 Simplu și Dublu                                                              | Daniel Masur 7–6(7–5), 6–3                                                                           | Giovanni Oradini                         | Sascha Gueymard Wayenburg Daniil Glinka                                           | Nikoloz Basilashvili Antoine Hoang Tibo Colson Jérôme Kym                          |
| 19 februarie                                            | Trento, Italia Hard M25 Simplu și Dublu                                                              | Daniel Masur Neil Oberleitner 6–2, 6–4                                                               | Giorgio Ricca Augusto Virgili            | Sascha Gueymard Wayenburg Daniil Glinka                                           | Nikoloz Basilashvili Antoine Hoang Tibo Colson Jérôme Kym                          |
| 19 februarie                                            | Villa Maria, Argentina Zgură M15 Simplu și Dublu                                                     | Mariano Kestelboim 6–3, 6–0                                                                          | Facundo Mena                             | Alex Marti Pujolras Alejo Lingua                                                  | Álvaro Guillén Luciano Emanuel Ambrogi Pedro Boscardin Dias Juan Bautista Otegui   |
| 19 februarie                                            | Villa Maria, Argentina Zgură M15 Simplu și Dublu                                                     | Mateo Del Pino Juan Manuel La Serna 6–2, 6–1                                                         | Luciano Emanuel Ambrogi Alejo Lingua     | Alex Marti Pujolras Alejo Lingua                                                  | Álvaro Guillén Luciano Emanuel Ambrogi Pedro Boscardin Dias Juan Bautista Otegui   |
| 19 februarie                                            | Monastir, Tunisia Hard M15 Simplu și Dublu                                                           | Matej Dodig 3–6, 6–3, 6–0                                                                            | Federico Cina                            | Adrien Gobat Mika Brunold                                                         | Jakub Paul Ezekiel Clark Joel Schwärzler Matthew William Donald                    |
| 19 februarie                                            | Monastir, Tunisia Hard M15 Simplu și Dublu                                                           | Alexander Merino Christoph Negritu 6–3, 6–3                                                          | Miloš Karol Jakub Paul                   | Adrien Gobat Mika Brunold                                                         | Jakub Paul Ezekiel Clark Joel Schwärzler Matthew William Donald                    |
| 19 februarie                                            | Villena, Spania Hard M15 Simplu și Dublu                                                             | Alejo Sánchez Quílez 6–4, 4–6, 6–2                                                                   | Diego Fernández Flores                   | Nikolay Nedelchev Lilian Marmousez                                                | A. Soriano Barrera Tom Gentzsch Daniel Mérida Adam Heinonen                        |
| 19 februarie                                            | Villena, Spania Hard M15 Simplu și Dublu                                                             | Liam Gavrielides Alejo Sánchez Quílez 6–2, 6–4                                                       | Alex Knaff Adriá Soriano Barrera         | Nikolay Nedelchev Lilian Marmousez                                                | A. Soriano Barrera Tom Gentzsch Daniel Mérida Adam Heinonen                        |
| 19 februarie                                            | Nakhon Si Thammarat, Thailanda Hard M15 Simplu și Dublu                                              | Lý Hoàng Nam 6–7(4–7), 7–6(7–2), 6–4                                                                 | Sander Jong                              | Maik Steiner Orel Kimhi                                                           | Bai Yan Stefanos Sakellaridis Gabriel Décamps Maximus Jones                        |
| 19 februarie                                            | Nakhon Si Thammarat, Thailanda Hard M15 Simplu și Dublu                                              | Pruchya Isaro Christopher Rungkat 6–4, 4–6, [10–8]                                                   | Huang Tsung-hao Jeong Yeong-seok         | Maik Steiner Orel Kimhi                                                           | Bai Yan Stefanos Sakellaridis Gabriel Décamps Maximus Jones                        |
| 19 februarie                                            | Sharm El Sheikh, Egipt Hard M15 Simplu și Dublu                                                      | Philip Hennin 6–3 6–3                                                                                | Mees Rottgering                          | Antoine Ghibaudo Patrick Zahraj                                                   | Tomasz Berkieta Michael Bassem Sobhy Amaury Raynel Kristjan Tamm                   |
| 19 februarie                                            | Sharm El Sheikh, Egipt Hard M15 Simplu și Dublu                                                      | Aleksandre Bakshi David Pérez Sanz 4–6, 6–2, [10–4]                                                  | Philip Henning Ben Jones                 | Antoine Ghibaudo Patrick Zahraj                                                   | Tomasz Berkieta Michael Bassem Sobhy Amaury Raynel Kristjan Tamm                   |
| 26 februarie                                            | | |                                          |                                                                                   |                                                                                    |
| Tucuman, Argentina Zgură M25 Simplu și Dublu            | Meciul dintre Pedro Sakamoto și Dmitry Popko a fost anulat din cauza vremii nefavorabile persistente | Meciul dintre Pedro Sakamoto și Dmitry Popko a fost anulat din cauza vremii nefavorabile persistente | Liam Draxl Federico Juan Aguilar         | Joaquín Aguilar Cardozo Nicolas Zanellato Juan Carlos Prado Ángelo Álvaro Guillén |                                                                                    |
| Tucuman, Argentina Zgură M25 Simplu și Dublu            | Federico Aguilar Cardozo Joaquín Aguilar Cardozo 6–4, 6–3                                            | Luciano Ambrogi Franco Ribero                                                                        | Liam Draxl Federico Juan Aguilar         | Joaquín Aguilar Cardozo Nicolas Zanellato Juan Carlos Prado Ángelo Álvaro Guillén |                                                                                    |
| Faro, Portugalia Hard M25 Simplu și Dublu               | Jaime Faria 6–1, 6–3                                                                                 | Vilius Gaubas                                                                                        | Michael Vrbenský Matthew Dellavedova     | Evan Furness Hynek Barton Altuğ Çelikbilek Keegan Smith                           |                                                                                    |
| Faro, Portugalia Hard M25 Simplu și Dublu               | Alexander Donski Tiago Pereira 6–4, 3–6, [10–7]                                                      | Simon Freund Johannes Ingildsen                                                                      | Michael Vrbenský Matthew Dellavedova     | Evan Furness Hynek Barton Altuğ Çelikbilek Keegan Smith                           |                                                                                    |
| Traralgon, Australia Hard M25 Simplu și Dublu           | Li Tu 6–4, 6–2                                                                                       | Alex Bolt                                                                                            | Luke Saville Hiroki Moriya               | Andre Ilagan Liu Hanyi Blake Ellis Omar Jasika                                    |                                                                                    |
| Traralgon, Australia Hard M25 Simplu și Dublu           | Joshua Charlton Blake Ellis 6–1, 6–3                                                                 | Jesse Delaney Ajeet Rai                                                                              | Luke Saville Hiroki Moriya               | Andre Ilagan Liu Hanyi Blake Ellis Omar Jasika                                    |                                                                                    |
| Villena, Spania Hard M15 Simplu și Dublu                | Giorgio Tabacco 4–6, 6–4, 6–2                                                                        | Liam Gavrielides                                                                                     | Nicolai Budkov Kjær Fausto Tabacco       | Alex Knaff Alejo Sánchez Quílez Miguel Damas Sergio Callejon Hernando             |                                                                                    |
| Villena, Spania Hard M15 Simplu și Dublu                | James Davis Matthew Summers 6–1, 6–2                                                                 | Marco Berti Federico Iannaccone                                                                      | Nicolai Budkov Kjær Fausto Tabacco       | Alex Knaff Alejo Sánchez Quílez Miguel Damas Sergio Callejon Hernando             |                                                                                    |
| Nakhon Si Thammarat, Thailanda Hard M15 Simplu și Dublu | Jie Cui 6–4, 3–6, 6–3                                                                                | Stefanos Sakellaridis                                                                                | Maik Steiner Orel Kimhi                  | Credit Chaiyarin Maximus Jones Sander Jong Kasidit Samrej                         |                                                                                    |
| Nakhon Si Thammarat, Thailanda Hard M15 Simplu și Dublu | Zhao Zhao Zhan Zheng 6–3, 6–4                                                                        | Huang Tsung-hao Jeong Yeong-seok                                                                     | Maik Steiner Orel Kimhi                  | Credit Chaiyarin Maximus Jones Sander Jong Kasidit Samrej                         |                                                                                    |
| Lannion, Franța Hard(i) M15 Simplu și Dublu             | Mae Malige 6–1, 6–3                                                                                  | Yanis Ghazouani Durand                                                                               | Alexandre Aubriot Theo Papamalamis       | Oliver Ojakäär Jimmy Yang Antoine Hoang Kirill Kivattsev                          |                                                                                    |
| Lannion, Franța Hard(i) M15 Simplu și Dublu             | Federico Bondioli Filippo Romano 6–4, 4–6, [11–9]                                                    | Yanis Ghazouani Durand Loann Massard                                                                 | Alexandre Aubriot Theo Papamalamis       | Oliver Ojakäär Jimmy Yang Antoine Hoang Kirill Kivattsev                          |                                                                                    |
| Monastir, Tunisia Hard M15 Simplu și Dublu              | Jakub Nicod 6–3, 6–4                                                                                 | Simon Beaupain                                                                                       | Max Wiskandt Miloš Karol                 | Lorenzo Carboni Mikhail Gorokhov Fred Simonsson Thomas Deschamps                  |                                                                                    |
| Monastir, Tunisia Hard M15 Simplu și Dublu              | Alexander Merino Christoph Negritu 7–6(7–3), 6–3                                                     | Miloš Karol Fred Simonsson                                                                           | Max Wiskandt Miloš Karol                 | Lorenzo Carboni Mikhail Gorokhov Fred Simonsson Thomas Deschamps                  |                                                                                    |
| Kish Island, Iran Zgură M15 Simplu și Dublu             | Filip Cristian Jianu 7–5, 6–4                                                                        | Branko Đurić                                                                                         | Dan Alexandru Tomescu Saveliy Ivanov     | Maxim Zhukov Fadi Bidan Mátyás Füle Denis Klok                                    |                                                                                    |
| Kish Island, Iran Zgură M15 Simplu și Dublu             | Mátyás Füle Gergely Madarász 5–7, 6–4, [10–6]                                                        | Ishaque Eqbal Adil Kalyanpur                                                                         | Dan Alexandru Tomescu Saveliy Ivanov     | Maxim Zhukov Fadi Bidan Mátyás Füle Denis Klok                                    |                                                                                    |
| Sharm El Sheikh, Egipt Hard M15 Simplu și Dublu         | Philip Henning 6–3, 6–3                                                                              | Fares Zakaria                                                                                        | Tomasz Berkieta Adrian Oetzbach          | Aleksandre Bakshi Ben Jones Michal Krajci Szymon Kielan                           |                                                                                    |
| Sharm El Sheikh, Egipt Hard M15 Simplu și Dublu         | Tim Rühl Patrick Zahraj 6–7(5–7), 6–3, [10–2]                                                        | Adrian Oetzbach Joe Tyler                                                                            | Tomasz Berkieta Adrian Oetzbach          | Aleksandre Bakshi Ben Jones Michal Krajci Szymon Kielan                           |                                                                                    |
| Antalia,Turcia Zgură M15 Simplu și Dublu                | Yanaki Milev 6–3, 6–1                                                                                | Giuseppe La Vela                                                                                     | Svyatoslav Gulin Dominik Kellovsky       | Martin Krumich Ștefan Adrian Andreescu Vlad Andrei Dancu Lucas Gerch              |                                                                                    |
| Antalia,Turcia Zgură M15 Simplu și Dublu                | Anthony Genov Svyatoslav Gulin 6–3, 7–6(7–4)                                                         | Dominik Kellovsky Bogdan Pavel                                                                       | Svyatoslav Gulin Dominik Kellovsky       | Martin Krumich Ștefan Adrian Andreescu Vlad Andrei Dancu Lucas Gerch              |                                                                                    |

### Martie
| Săptămâna                                                    | Turneu                                                     | Campioni                                                  | Finaliști                                        | Semifinaliști                                                                    | Sfert-finaliști                                                                 |
| ------------------------------------------------------------ | ---------------------------------------------------------- | --------------------------------------------------------- | ------------------------------------------------ | -------------------------------------------------------------------------------- | ------------------------------------------------------------------------------- |
| 4 martie                                                     |                                                            |                                                           |                                                  |                                                                                  |                                                                                 |
| Quinta do Lago, Portugalia Hard M25 Simplu și Dublu          | Jaime Faria 6–7(6–8), 7–6(7–3), 6–1                        | Hady Habib                                                | Henrique Rocha Viktor Durasovic                  | George Loffhagen Keegan Smith Duarte Vale Gastão Elias                           |                                                                                 |
| Quinta do Lago, Portugalia Hard M25 Simplu și Dublu          | Gabriel Décamps Eero Vasa 6–2, 6–7(3–7), [10–7]            | Alexander Donski Tiago Pereira                            | Henrique Rocha Viktor Durasovic                  | George Loffhagen Keegan Smith Duarte Vale Gastão Elias                           |                                                                                 |
| Recife, Brazilia Zgură (i) M25 Simplu și Dublu               | Juan Pablo Ficovich 6–4, 6–7(4–7), 6–3                     | Dmitry Popko                                              | Eduardo Ribeiro Mateus Alves                     | Daniel Dutra da Silva João Menezes Leonardo Aboian Paul Valsecchi                |                                                                                 |
| Recife, Brazilia Zgură (i) M25 Simplu și Dublu               | Daniel Dutra da Silva Dmitry Popko 6–3, 6–4                | Luís Britto Paulo André Saraiva                           | Eduardo Ribeiro Mateus Alves                     | Daniel Dutra da Silva João Menezes Leonardo Aboian Paul Valsecchi                |                                                                                 |
| Santo Domingo, Republica Dominicană Hard M25 Simplu și Dublu | Thai-Son Kwiatkowski 6–4, 6–4                              | Nick Hardt                                                | Omni Kumar Kiranpal Pannu                        | Andrew Fenty Nicolás Mejía Charles Broom Iván Marrero Curbelo                    |                                                                                 |
| Santo Domingo, Republica Dominicană Hard M25 Simplu și Dublu | Nicolás Mejía Andrés Urrea 7–6(7–2), 3–6, [10–7]           | Charles Broom David Stevenson                             | Omni Kumar Kiranpal Pannu                        | Andrew Fenty Nicolás Mejía Charles Broom Iván Marrero Curbelo                    |                                                                                 |
| Aktobe, Kazakhstan Hard (i) M15 Simplu și Dublu              | Evgeny Karlovskiy 6–7(1–7), 6–1, 6–2                       | Petr Nesterov                                             | Niels Visker Artur Kukasian                      | Erik Arutiunian Ilia Simakin Pavel Verbin Egor Agafonov                          |                                                                                 |
| Aktobe, Kazakhstan Hard (i) M15 Simplu și Dublu              | Pavel Verbin Niels Visker 7–6(10–8), 6–3                   | Aliaksandr Liaonenka Alexander Zgirovsky                  | Niels Visker Artur Kukasian                      | Erik Arutiunian Ilia Simakin Pavel Verbin Egor Agafonov                          |                                                                                 |
| Torelló, Spania Hard M15 Simplu și Dublu                     | Ergi Kırkın 7–6(10–8), 2–6, 7–5                            | Adrià Soriano                                             | Darwin Blanch Giles Hussey                       | Alejo Sánchez Quílez Robin Bertrand Nikoloz Basilashvili Federico Iannaccone     |                                                                                 |
| Torelló, Spania Hard M15 Simplu și Dublu                     | James Davis Giles Hussey 6–1, 6–2                          | Alex Knaff Niklas Schell                                  | Darwin Blanch Giles Hussey                       | Alejo Sánchez Quílez Robin Bertrand Nikoloz Basilashvili Federico Iannaccone     |                                                                                 |
| Monastir, Tunisia Hard M15 Simplu și Dublu                   | Jakub Nicod 6–3, 6–2                                       | Luca Potenza                                              | Luca Castagnola Luca Giacomini                   | Thomas Deschamps Benjamin Pietri Christoph Negritu Peter Buldorini               |                                                                                 |
| Monastir, Tunisia Hard M15 Simplu și Dublu                   | Alexander Merino Christoph Negritu 7–6(7–4), 4–6, [10–8]   | Igor Kudriashov Aleksandr Lobanov                         | Luca Castagnola Luca Giacomini                   | Thomas Deschamps Benjamin Pietri Christoph Negritu Peter Buldorini               |                                                                                 |
| Poitiers, Franța Hard (i) M15 Simplu și Dublu                | Fabien Salle 6–7(7–9), 6–4, 6–2                            | Theo Papamalamis                                          | Sascha Gueymard Wayenburg Daniil Glinka          | Aidan McHugh Cyril Vandermeersch Hamish Stewart Oliver Ojakäär                   |                                                                                 |
| Poitiers, Franța Hard (i) M15 Simplu și Dublu                | Yanis Ghazouani Durand Loann Massard 6–2, 7–6(7–4)         | Buvaysar Gadamauri Aidan McHugh                           | Sascha Gueymard Wayenburg Daniil Glinka          | Aidan McHugh Cyril Vandermeersch Hamish Stewart Oliver Ojakäär                   |                                                                                 |
| Porec, Croația Zgură M15 Simplu și Dublu                     | Sandro Kopp 6–3, 6–2                                       | Luka Pavlovic                                             | Federico Arnaboldi Jay Clarke                    | Timo Stodder Michele Ribecai Stefan Popović Tommaso Compagnucci                  |                                                                                 |
| Porec, Croația Zgură M15 Simplu și Dublu                     | Alen Bill Luka Mikrut 6–1, 7–5                             | Nikola Bašić Mili Poljičak                                | Federico Arnaboldi Jay Clarke                    | Timo Stodder Michele Ribecai Stefan Popović Tommaso Compagnucci                  |                                                                                 |
| Heraklion, Grecia Hard M15 Simplu și Dublu                   | Adrian Bodmer 6–3, 7–6(7–4)                                | Jacob Bradshaw                                            | Drew Van Orderlain Ioannis Xilas                 | Ryuki Matsuda Alexandros Skorilas Samuele Pieri Amit Vales                       |                                                                                 |
| Heraklion, Grecia Hard M15 Simplu și Dublu                   | Sergis Kyratzis Ioannis Xilas 4–6, 6–3, [10–3]             | Dimitris Sakellaridis Michalis Sakellaridis               | Drew Van Orderlain Ioannis Xilas                 | Ryuki Matsuda Alexandros Skorilas Samuele Pieri Amit Vales                       |                                                                                 |
| Kish Island, Iran Zgură M15 Simplu și Dublu                  | Filip Cristian Jianu 6–2, 6–3                              | Gergely Madarász                                          | Dan Alexandru Tomescu Andrea Bacaloni            | Samir Hamza Reguig Gabriel Donev Fernando Cavallo Adil Kalyanpur                 |                                                                                 |
| Kish Island, Iran Zgură M15 Simplu și Dublu                  | Matyas Füle Gergely Madarász 6–4, 3–6, [10–6]              | Ishaque Eqbal Adil Kalyanpur                              | Dan Alexandru Tomescu Andrea Bacaloni            | Samir Hamza Reguig Gabriel Donev Fernando Cavallo Adil Kalyanpur                 |                                                                                 |
| Sharm El Sheikh, Egipt Hard M15 Simplu și Dublu              | Saba Purtseladze 3–6, 6–3, 7–6(10–8)                       | Martyn Pawelski                                           | Amr Elsayed Petr Bar Biryukov                    | Pang Renlong Michael Bassem Sobhy Philip Henning Valentin Kopeikin               |                                                                                 |
| Sharm El Sheikh, Egipt Hard M15 Simplu și Dublu              | Petr Bar Biryukov Amr Elsayed 6–3, 6–4                     | Szymon Kielan Volodymyr Uzhylovskyi                       | Amr Elsayed Petr Bar Biryukov                    | Pang Renlong Michael Bassem Sobhy Philip Henning Valentin Kopeikin               |                                                                                 |
| Antalia, Turcia Zgură M15 Simplu și Dublu                    | Stijn Slump 6–4, 3–6, 6–4                                  | Yanaki Milev                                              | Ștefan Paloși Max Alcalá                         | Anthony Genov Giuseppe La Vela Gian Marco Moroni Peter Heller                    |                                                                                 |
| Antalia, Turcia Zgură M15 Simplu și Dublu                    | Felix Corwin Anthony Genov 6–2, 6–2                        | Andrea Gola Giuseppe La Vela                              | Ștefan Paloși Max Alcalá                         | Anthony Genov Giuseppe La Vela Gian Marco Moroni Peter Heller                    |                                                                                 |
| 11 martie                                                    |                                                            |                                                           |                                                  |                                                                                  |                                                                                 |
| Mildura, Australia Iarbă M25 Simplu și Dublu                 | Alex Bolt 6–2, 6–2                                         | Luke Saville                                              | Blake Ellis James McCabe                         | Matt Hulme Hayden Jones Liu Hanyi Joshua Charlton                                |                                                                                 |
| Mildura, Australia Iarbă M25 Simplu și Dublu                 | Joshua Charlton Blake Ellis 6–4, 6–7(4–7), [10–4]          | Matt Hulme James Watt                                     | Blake Ellis James McCabe                         | Matt Hulme Hayden Jones Liu Hanyi Joshua Charlton                                |                                                                                 |
| Feira de Santana, Brazilia Hard M25 Simplu și Dublu          | Dmitry Popko 6–4, 6–4                                      | Harrison Adams                                            | Louis Wessels Mateus Alves                       | Igor Gimenez Rayane Oumaouche Daniel Dutra da Silva Joaquim Almeida              |                                                                                 |
| Feira de Santana, Brazilia Hard M25 Simplu și Dublu          | Harrison Adams Quentin Folliot 6–1, 6–3                    | José Pereira Gabriel Roveri Sidney                        | Louis Wessels Mateus Alves                       | Igor Gimenez Rayane Oumaouche Daniel Dutra da Silva Joaquim Almeida              |                                                                                 |
| Santo Domingo, Republica Dominicană Hard M25 Simplu și Dublu | Thai-Son Kwiatkowski 6–4, 7–6(7–3)                         | Andrés Andrade                                            | Peter Bertran Jaimee Floyd Angele                | Matija Pecotić Roberto Cid Subervi Omni Kumar Trey Hilderbrand                   |                                                                                 |
| Santo Domingo, Republica Dominicană Hard M25 Simplu și Dublu | Nicolás Mejía Andrés Urrea 6–7(5–7), 6–4, [10–5]           | Trey Hilderbrand Pranav Kumar                             | Peter Bertran Jaimee Floyd Angele                | Matija Pecotić Roberto Cid Subervi Omni Kumar Trey Hilderbrand                   |                                                                                 |
| Créteil, Franța Hard (i) M25 Simplu și Dublu                 | Alexis Gautier 6–1, 4–6, 6–4                               | Alexey Vatutin                                            | Nikolay Vylegzhanin Sun Fajing                   | Maxime Janvier Yanis Ghazouani Durand Gauthier Onclin Lucas Poullain             |                                                                                 |
| Créteil, Franța Hard (i) M25 Simplu și Dublu                 | David Poljak Matěj Vocel 6–3, 6–4                          | Alexey Vatutin Nikolay Vylegzhanin                        | Nikolay Vylegzhanin Sun Fajing                   | Maxime Janvier Yanis Ghazouani Durand Gauthier Onclin Lucas Poullain             |                                                                                 |
| New Delhi, India Hard M25 Simplu și Dublu                    | Ramkumar Ramanathan 6–2, 6–2                               | Karan Singh                                               | Evgeny Donskoy Lý Hoàng Nam                      | Florent Bax Wishaya Trongcharoenchaikul Siddharth Vishwakarma Manish Sureshkumar |                                                                                 |
| New Delhi, India Hard M25 Simplu și Dublu                    | Siddhant Banthia Vishnu Vardhan 6–4, 6–1                   | Parikshit Somani Manish Sureshkumar                       | Evgeny Donskoy Lý Hoàng Nam                      | Florent Bax Wishaya Trongcharoenchaikul Siddharth Vishwakarma Manish Sureshkumar |                                                                                 |
| Vale do Lobo, Portugalia Hard M25 Simplu și Dublu            | Jaime Faria 6–2, 3–1, ret.                                 | Hynek Bartoň                                              | Daniel Mérida Mario González Fernández           | Federico Iannaccone Frederico Ferreira Silva Duarte Vale Alberto Barroso Campos  |                                                                                 |
| Vale do Lobo, Portugalia Hard M25 Simplu și Dublu            | Alexander Donski Tiago Pereira 6–4, 4–6, [10–8]            | Alberto Barroso Campos Imanol López Morillo               | Daniel Mérida Mario González Fernández           | Federico Iannaccone Frederico Ferreira Silva Duarte Vale Alberto Barroso Campos  |                                                                                 |
| Trimbach, Elveția Covor (i) M25 Simplu și Dublu              | Jaime Faria 6–2, 3–1, ret.                                 | Hynek Bartoň                                              | Daniil Glinka Marcello Serafini                  | Aidan McHugh Mika Brunold Anton Matusevich Daniel Masur                          |                                                                                 |
| Trimbach, Elveția Covor (i) M25 Simplu și Dublu              | Niklas Schell Mark Whitehouse 6–4, 6–4                     | Mats Rosenkranz Tom Schönenberg                           | Daniil Glinka Marcello Serafini                  | Aidan McHugh Mika Brunold Anton Matusevich Daniel Masur                          |                                                                                 |
| Bakersfield, Statele Unite Hard M25 Simplu și Dublu          | Brandon Holt 6–4, 6–4                                      | Timo Legout                                               | Wu Tung-lin Ernesto Escobedo                     | Cash Hanzlik Karue Sell Elijah Strode August Holmgren                            |                                                                                 |
| Bakersfield, Statele Unite Hard M25 Simplu și Dublu          | August Holmgren Nathan Ponwith 6–1, 7–6(7–4)               | Patrick Harper Emile Hudd                                 | Wu Tung-lin Ernesto Escobedo                     | Cash Hanzlik Karue Sell Elijah Strode August Holmgren                            |                                                                                 |
| Rovinj, Croația Zgură M15 Simplu și Dublu                    | Matej Dodig 7–6(7–4), 6–4                                  | Jay Clarke                                                | Format:Fldagicon Mili Poljičak Jacopo Berrettini | Viacheslav Bielinskyi Stefan Popović Federico Arnaboldi Sandro Kopp              |                                                                                 |
| Rovinj, Croația Zgură M15 Simplu și Dublu                    | Luka Mikrut Mili Poljičak 6–7(5–7), 7–5, [10–7]            | Leonardo Rossi Luigi Sorrentino                           | Format:Fldagicon Mili Poljičak Jacopo Berrettini | Viacheslav Bielinskyi Stefan Popović Federico Arnaboldi Sandro Kopp              |                                                                                 |
| Alaminos, Cipru Zgură M15 Simplu și Dublu                    | Dan Alexandru Tomescu 6–3, 6–4                             | Lucas Gerch                                               | Yshai Oliel Vlad Andrei Dancu                    | Daniele Rapagnetta Gianluca Cadenasso Lilian Marmousez Miljan Zekić              |                                                                                 |
| Alaminos, Cipru Zgură M15 Simplu și Dublu                    | Demetris Azoides Menelaos Efstathiou 6–3, 2–6, [10–8]      | Dominic Ducariu Dan Alexandru Tomescu                     | Yshai Oliel Vlad Andrei Dancu                    | Daniele Rapagnetta Gianluca Cadenasso Lilian Marmousez Miljan Zekić              |                                                                                 |
| Sharm El Sheikh, Egipt Hard M15 Simplu și Dublu              | Vadym Ursu 7–5, 6–3                                        | Kris van Wyk                                              | Amr Elsayed Yurii Dzhavakian                     | Martyn Pawelski Joshua Sheehy Jin Yuquan Marek Gengel                            |                                                                                 |
| Sharm El Sheikh, Egipt Hard M15 Simplu și Dublu              | Szymon Kielan Joshua Sheehy 7–5, 6–4                       | Amr Elsayed Kris van Wyk                                  | Amr Elsayed Yurii Dzhavakian                     | Martyn Pawelski Joshua Sheehy Jin Yuquan Marek Gengel                            |                                                                                 |
| Heraklion, Grecia Hard M15 Simplu și Dublu                   | Henrik Wiersholm 6–4, 6–3                                  | Oleg Prihodko                                             | Alexandros Skorilas Andrea Guerrieri             | Ron Ellouck Jacob Bradshaw Adam Heinonen Corban Crowther                         |                                                                                 |
| Heraklion, Grecia Hard M15 Simplu și Dublu                   | Tomáš Láník Samuel Puškár 7–6(7–2), 6–2,                   | Alexandros Skorilas Aristotelis Thanos                    | Alexandros Skorilas Andrea Guerrieri             | Ron Ellouck Jacob Bradshaw Adam Heinonen Corban Crowther                         |                                                                                 |
| Hinode, Japonia Hard M15 Simplu și Dublu                     | Bai Yan 6–2, 6–4                                           | Stefanos Sakellaridis                                     | Ryotaro Taguchi Hikaru Shiraishi                 | Xiao Linang Zhou Yi Yuki Mochizuki Kosuke Ogura                                  |                                                                                 |
| Hinode, Japonia Hard M15 Simplu și Dublu                     | Lee Jea-moon Song Min-kyu 6–4, 7–5                         | Masamichi Imamura Kaito Uesugi                            | Ryotaro Taguchi Hikaru Shiraishi                 | Xiao Linang Zhou Yi Yuki Mochizuki Kosuke Ogura                                  |                                                                                 |
| Aktobe, Kazahstan Hard (i) M15 Simplu și Dublu               | Ilia Simakin 6–1, 6–1                                      | Egor Agafonov                                             | Sergey Fomin Daniil Ostapenkov                   | Evgeny Philippov Arslanbek Aitkulov Petr Nesterov Artur Kukasian                 |                                                                                 |
| Aktobe, Kazahstan Hard (i) M15 Simplu și Dublu               | Egor Agafonov Ilia Simakin 6–3, 6–4                        | Aliaksandr Liaonenka Alexander Zgirovsky                  | Sergey Fomin Daniil Ostapenkov                   | Evgeny Philippov Arslanbek Aitkulov Petr Nesterov Artur Kukasian                 |                                                                                 |
| Les Franqueses del Vallès, Spania Hard M15 Simplu și Dublu   | Giles Hussey 4–6, 6–3, 6–1                                 | Adrià Soriano Barrera                                     | Gabriel Décamps Nikoloz Basilashvili             | Nikolás Sánchez Izquierdo Alejandro Melero Kretzer Alex Knaff Kuzey Çekirge      |                                                                                 |
| Les Franqueses del Vallès, Spania Hard M15 Simplu și Dublu   | Georgii Kravchenko Nikolay Nedelchev 6–3, 6–2              | Stefan Cooper Ronetto van Tilburg                         | Gabriel Décamps Nikoloz Basilashvili             | Nikolás Sánchez Izquierdo Alejandro Melero Kretzer Alex Knaff Kuzey Çekirge      |                                                                                 |
| Monastir, Tunisia Hard M15 Simplu și Dublu                   | Florian Broska 7–6(7–2), 6–3                               | Christoph Negritu                                         | Constantin Bittoun Kouzmine Luca Castagnola      | Massimo Giunta Andrea Bolla Luca Potenza Federico Cinà                           |                                                                                 |
| Monastir, Tunisia Hard M15 Simplu și Dublu                   | Florian Broska Gregor Ramskogler 7–5, 2–6, [10–8]          | Federico Cinà Fabio De Michele                            | Constantin Bittoun Kouzmine Luca Castagnola      | Massimo Giunta Andrea Bolla Luca Potenza Federico Cinà                           |                                                                                 |
| Antalia, Turcia Zgură M15 Simplu și Dublu                    | Max Alcalá Gurri 7–6(7–3), 7–6(7–5)                        | Dominik Kellovský                                         | Francesco Ferrari Henry Searle                   | Sebastian Gima Joel Schwärzler Giuseppe La Vela Lee Kuan-yi                      |                                                                                 |
| Antalia, Turcia Zgură M15 Simplu și Dublu                    | Jan Hrazdil Joel Schwärzler 6–1, 6–0                       | Mert Alkaya S Mert Özdemir                                | Francesco Ferrari Henry Searle                   | Sebastian Gima Joel Schwärzler Giuseppe La Vela Lee Kuan-yi                      |                                                                                 |
| Punta del Este, Uruguay Zgură M15 Simplu și Dublu            | Juan Manuel La Serna 6–3, 6–4                              | Joaquín Aguilar Cardozo                                   | Nikos Lehmann Franco Ribero                      | Lautaro Agustín Falabella Fermín Tenti Ignacio Carou Bruno Fernandez             |                                                                                 |
| Punta del Este, Uruguay Zgură M15 Simplu și Dublu            | Mateo del Pino Juan Manuel La Serna 4–6, 7–6(7–2), [10–5]  | Federico Aguilar Cardozo Joaquín Aguilar Cardozo          | Nikos Lehmann Franco Ribero                      | Lautaro Agustín Falabella Fermín Tenti Ignacio Carou Bruno Fernandez             |                                                                                 |
| 18 martie                                                    | Swan Hill, Australia Iarbă M25 Simplu și Dublu             | Alex Bolt 6–1, 6–2                                        | Rio Noguchi                                      | Blake Ellis Shintaro Imai                                                        | Kody Pearson Thomas Braithwaite Makoto Ochi Luke Saville                        |
| 18 martie                                                    | Swan Hill, Australia Iarbă M25 Simplu și Dublu             | Hayden Jones Ajeet Rai 6–4, 6–4                           | Jesse Delaney Luke Saville                       | Blake Ellis Shintaro Imai                                                        | Kody Pearson Thomas Braithwaite Makoto Ochi Luke Saville                        |
| 18 martie                                                    | Maceió, Brazilia Zgură (i) M25 Simplu și Dublu             | Daniel Dutra da Silva 4–6, 7–5, 6–3                       | Mateus Alves                                     | Quentin Folliot Igor Gimenez                                                     | Harrison Adams José Pereira Rafael Tosetto Paulo André Saraiva dos Santos       |
| 18 martie                                                    | Maceió, Brazilia Zgură (i) M25 Simplu și Dublu             | Luís Britto Paulo André Saraiva dos Santos 6–3, 7–6(7–3)  | Gabriel Roveri Sidney Andrés Urrea               | Quentin Folliot Igor Gimenez                                                     | Harrison Adams José Pereira Rafael Tosetto Paulo André Saraiva dos Santos       |
| 18 martie                                                    | Toulouse-Balma, Franța Hard (i) M25 Simplu și Dublu        | Clément Chidekh 6–3, 6–2                                  | Maxime Janvier                                   | Antoine Escoffier Raphaël Collignon                                              | Alexis Gautier Arthur Fery Gauthier Onclin Rémy Bertola                         |
| 18 martie                                                    | Toulouse-Balma, Franța Hard (i) M25 Simplu și Dublu        | Rémy Bertola Arthur Bouquier 7–6(8–6), 5–7, [10–6]        | David Poljak Matěj Vocel                         | Antoine Escoffier Raphaël Collignon                                              | Alexis Gautier Arthur Fery Gauthier Onclin Rémy Bertola                         |
| 18 martie                                                    | Loulé, Portugalia Hard M25 Simplu și Dublu                 | Adrià Soriano Barrera 6–3, 6–2                            | Jules Marie                                      | Pedro Araújo Duarte Vale                                                         | Alec Beckley Rafael Izquierdo Luque Sebastian Fanselow Hady Habib               |
| 18 martie                                                    | Loulé, Portugalia Hard M25 Simplu și Dublu                 | Alexander Donski Tiago Pereira 7–6(8–6), 2–6, [10–1]      | Dan Added Jakub Nicod                            | Pedro Araújo Duarte Vale                                                         | Alec Beckley Rafael Izquierdo Luque Sebastian Fanselow Hady Habib               |
| 18 martie                                                    | Badalona, Spania Zgură M25 Simplu și Dublu                 | Lorenzo Giustino 3–6, 6–4, 6–3                            | Álex Martí Pujolras                              | Hernán Casanova Jay Clarke                                                       | Pol Martín Tiffon Kuzey Çekirge Max Alcalà Gurri Peter Benjamín Privara         |
| 18 martie                                                    | Badalona, Spania Zgură M25 Simplu și Dublu                 | Jay Clarke Augusto Virgili 6–3, 4–6, [11–9]               | Ryan Nijboer Alejo Sánchez Quílez                | Hernán Casanova Jay Clarke                                                       | Pol Martín Tiffon Kuzey Çekirge Max Alcalà Gurri Peter Benjamín Privara         |
| 18 martie                                                    | Calabasas, Statele Unite Hard M25 Simplu și Dublu          | Trevor Svajda 6–4, 6–1                                    | Nishesh Basavareddy                              | Samir Banerjee Charles Broom                                                     | Karue Sell Pablo Masjuán Ginel Brandon Holt Kyle Kang                           |
| 18 martie                                                    | Calabasas, Statele Unite Hard M25 Simplu și Dublu          | Finn Reynolds Benjamin Sigouin 4–6, 6–2, [13–11]          | Kyle Kang Neel Rajesh                            | Samir Banerjee Charles Broom                                                     | Karue Sell Pablo Masjuán Ginel Brandon Holt Kyle Kang                           |
| 18 martie                                                    | Opatija, Croația Zgură M15 Simplu și Dublu                 | Oleksandr Ovcharenko 6–1, 6–0                             | Federico Arnaboldi                               | Mili Poljičak Sebastian Sorger                                                   | Giovanni Oradini Vuk Rađenović Tommaso Compagnucci Alessandro Pecci             |
| 18 martie                                                    | Opatija, Croația Zgură M15 Simplu și Dublu                 | Luka Mikrut Mili Poljičak 6–4, 6–2                        | Tommaso Compagnucci Luigi Sorrentino             | Mili Poljičak Sebastian Sorger                                                   | Giovanni Oradini Vuk Rađenović Tommaso Compagnucci Alessandro Pecci             |
| 18 martie                                                    | Alaminos, Cipru Zgură M15 Simplu și Dublu                  | Lucas Gerch 7–6(7–1), 7–6(7–5)                            | Ștefan Paloși                                    | Yshai Oliel Dan Alexandru Tomescu                                                | Lilian Marmousez Iannis Miletich Brian Bozemoj Vlad Andrei Dancu                |
| 18 martie                                                    | Alaminos, Cipru Zgură M15 Simplu și Dublu                  | Christos Antonopoulos Eleftherios Neos 6–4, 1–6, [10–5]   | Gianluca Cadenasso Noah Perfetti                 | Yshai Oliel Dan Alexandru Tomescu                                                | Lilian Marmousez Iannis Miletich Brian Bozemoj Vlad Andrei Dancu                |
| 18 martie                                                    | Sharm El Sheikh, Egipt Hard M15 Simplu și Dublu            | Vadym Ursu 6–0, 6–0                                       | Kris van Wyk                                     | Olaf Pieczkowski Yurii Dzhavakian                                                | Marek Gengel Martyn Pawelski Federico Bondioli Sander Jong                      |
| 18 martie                                                    | Sharm El Sheikh, Egipt Hard M15 Simplu și Dublu            | Illya Beloborodko Yurii Dzhavakian 6–4, 7–6(8–6)          | Federico Bondioli George Houghton                | Olaf Pieczkowski Yurii Dzhavakian                                                | Marek Gengel Martyn Pawelski Federico Bondioli Sander Jong                      |
| 18 martie                                                    | Heraklion, Grecia Hard M15 Simplu și Dublu                 | Martin Kližan 6–4, 6–3                                    | Edas Butvilas                                    | Aristotelis Thanos Andrea Guerrieri                                              | Ioannis Xilas Zura Tkemaladze Milan Welte Gabriel Décamps                       |
| 18 martie                                                    | Heraklion, Grecia Hard M15 Simplu și Dublu                 | Aleksandre Bakshi Zura Tkemaladze 6–2, 6–3                | Seydina André Nicolas Jadoun                     | Aristotelis Thanos Andrea Guerrieri                                              | Ioannis Xilas Zura Tkemaladze Milan Welte Gabriel Décamps                       |
| 18 martie                                                    | Chandigarh, India Hard M15 Simplu și Dublu                 | Khumoyun Sultanov 6–4, 6–2                                | Ramkumar Ramanathan                              | Sasikumar Mukund Lý Hoàng Nam                                                    | Siddharth Vishwakarma Yin Bang-shuo Thanapet Chanta Chirag Duhan                |
| 18 martie                                                    | Chandigarh, India Hard M15 Simplu și Dublu                 | Jang Yun-seok Shin Woo-bin 6–4, 7–6(13–11)                | Siddhant Banthia Karan Singh                     | Sasikumar Mukund Lý Hoàng Nam                                                    | Siddharth Vishwakarma Yin Bang-shuo Thanapet Chanta Chirag Duhan                |
| 18 martie                                                    | Nishitokyo, Japonia Hard M15 Simplu și Dublu               | Hikaru Shiraishi 6–4, 7–6(9–7)                            | Lee Duck-hee                                     | Ryotaro Taguchi Stefanos Sakellaridis                                            | Bai Yan Cui Jie Leo Vithoontien Chung Yun-seong                                 |
| 18 martie                                                    | Nishitokyo, Japonia Hard M15 Simplu și Dublu               | Yusuke Kusuhara Yuki Mochizuki 7–6(11–9), 7–5             | Yuhei Kono Kazuki Nishiwaki                      | Ryotaro Taguchi Stefanos Sakellaridis                                            | Bai Yan Cui Jie Leo Vithoontien Chung Yun-seong                                 |
| 18 martie                                                    | Monastir, Tunisia Hard M15 Simplu și Dublu                 | Fabrizio Andaloro 6–4, 3–6, 7–6(7–0)                      | Luca Potenza                                     | Cyril Vandermeersch Florian Broska                                               | Tauheed Browning Jack Logé Massimo Giunta Constantin Bittoun Kouzmine           |
| 18 martie                                                    | Monastir, Tunisia Hard M15 Simplu și Dublu                 | Igor Kudriashov Aleksandr Lobanov 6–4, 6–1                | Kylian Collignon Matic Križnik                   | Cyril Vandermeersch Florian Broska                                               | Tauheed Browning Jack Logé Massimo Giunta Constantin Bittoun Kouzmine           |
| 18 martie                                                    | Antalia, Turcia Zgură M15 Simplu și Dublu                  | Filip Cristian Jianu 6–1, 6–2                             | Joel Schwärzler                                  | Mariano Tammaro Sebastian Gima                                                   | Bogdan Pavel Louis Tessa Justin Engel Marco Miceli                              |
| 18 martie                                                    | Antalia, Turcia Zgură M15 Simplu și Dublu                  | Jan Hrazdil Václav Šafránek 7–6(7–4), 1–6, [10–7]         | John Sperle Marlon Vankan                        | Mariano Tammaro Sebastian Gima                                                   | Bogdan Pavel Louis Tessa Justin Engel Marco Miceli                              |
| 18 martie                                                    | Punta del Este, Uruguay Zgură M15 Simplu și Dublu          | Lautaro Midón 1–6, 7–5, 6–2                               | Ezequiel Simonit                                 | Franco Ribero Leonardo Aboian                                                    | Juan Manuel La Serna Alejandro Hoyos Lautaro Agustín Falabella Alexander Stater |
| 18 martie                                                    | Punta del Este, Uruguay Zgură M15 Simplu și Dublu          | Thiago Cigarrán Nicolás Parizzia 6–2, 3–6, [11–9]         | Leonardo Aboian Santiago de la Fuente            | Franco Ribero Leonardo Aboian                                                    | Juan Manuel La Serna Alejandro Hoyos Lautaro Agustín Falabella Alexander Stater |
| 25 martie                                                    | Saint-Dizier, Franța Hard (i) M25 Simplu și Dublu          | Alibek Kachmazov vs Gauthier Onclin                       | Alibek Kachmazov vs Gauthier Onclin              | Raphaël Collignon Buvaysar Gadamauri                                             | Tim Handel Alexis Gautier Hazem Naw Sascha Gueymard Wayenburg                   |
| 25 martie                                                    | Saint-Dizier, Franța Hard (i) M25 Simplu și Dublu          | Tim Handel Yannik Steinegger 6–2, 6–3                     | Daniel Masur Alexey Vatutin                      | Raphaël Collignon Buvaysar Gadamauri                                             | Tim Handel Alexis Gautier Hazem Naw Sascha Gueymard Wayenburg                   |
| 25 martie                                                    | Santa Margherita di Pula, Italia Zgură M25 Simplu și Dublu | Valentin Royer 6–3, 6–3                                   | Nino Serdarušić                                  | Marcello Serafini Max Houkes                                                     | Nicholas David Ionel Ergi Kırkın Gabriele Pennaforti Gabriele Piraino           |
| 25 martie                                                    | Santa Margherita di Pula, Italia Zgură M25 Simplu și Dublu | Giuseppe Tresca Augusto Virgili 7–6(7–3), 6–1             | Giorgio Ricca Marcello Serafini                  | Marcello Serafini Max Houkes                                                     | Nicholas David Ionel Ergi Kırkın Gabriele Pennaforti Gabriele Piraino           |
| 25 martie                                                    | Trnava, Slovacia Hard (i) M25 Simplu și Dublu              | Jakub Nicod 6–3, 6–1                                      | Sebastian Fanselow                               | Henri Squire Max Hans Rehberg                                                    | Robin Bertrand Mirza Bašić Mikalai Haliak Martyn Pawelski                       |
| 25 martie                                                    | Trnava, Slovacia Hard (i) M25 Simplu și Dublu              | Neil Oberleitner Jakub Paul 7–5, 6–0                      | David Poljak Matěj Vocel                         | Henri Squire Max Hans Rehberg                                                    | Robin Bertrand Mirza Bašić Mikalai Haliak Martyn Pawelski                       |
| 25 martie                                                    | Tarragona, Spania Zgură M25 Simplu și Dublu                | Marko Topo 6–3, 2–6, 6–2                                  | Ignacio Buse                                     | Daniel Mérida Lorenzo Giustino                                                   | Michiel de Krom Martin Krumich Miguel Damas Svyatoslav Gulin                    |
| 25 martie                                                    | Tarragona, Spania Zgură M25 Simplu și Dublu                | Michiel de Krom Ryan Nijboer 7–6(7–5), 6–4                | Hernán Casanova Damien Wenger                    | Daniel Mérida Lorenzo Giustino                                                   | Michiel de Krom Martin Krumich Miguel Damas Svyatoslav Gulin                    |
| 25 martie                                                    | Bragado, Argentina Zgură M15 Simplu și Dublu               | Lautaro Midón vs Luciano Emanuel Ambrogi                  | Lautaro Midón vs Luciano Emanuel Ambrogi         | Tomás Farjat Ignacio Monzón                                                      | Valerio Aboian Sean Hess Juan Bautista Otegui Luciano Carraro                   |
| 25 martie                                                    | Bragado, Argentina Zgură M15 Simplu și Dublu               | Mateo del Pino Juan Manuel La Serna 6–7(4–7), 6–2, [10–5] | Alejo Lorenzo Lingua Lavallén Fermín Tenti       | Tomás Farjat Ignacio Monzón                                                      | Valerio Aboian Sean Hess Juan Bautista Otegui Luciano Carraro                   |
| 25 martie                                                    | Sharm El Sheikh, Egipt Hard M15 Simplu și Dublu            | Giles Hussey 6–2, 6–4                                     | Vadym Ursu                                       | Amr Elsayed Marek Gengel                                                         | Alexandr Binda Koray Kırcı Lorenzo Lorusso Millen Hurrion                       |
| 25 martie                                                    | Sharm El Sheikh, Egipt Hard M15 Simplu și Dublu            | George Houghton Daniel Little 7–5, 5–7, [10–6]            | Alexandr Binda Evgeny Philippov                  | Amr Elsayed Marek Gengel                                                         | Alexandr Binda Koray Kırcı Lorenzo Lorusso Millen Hurrion                       |
| 25 martie                                                    | Heraklion, Grecia Hard M15 Simplu și Dublu                 | Jacob Bradshaw 7–6(7–3), 6–1                              | Edas Butvilas                                    | Ryuki Matsuda Martin Kližan                                                      | Ioannis Xilas Demetris Azoides Aleksandre Bakshi Filip Peliwo                   |
| 25 martie                                                    | Heraklion, Grecia Hard M15 Simplu și Dublu                 | Christos Antonopoulos Eleftherios Neos 6–4, 6–3           | Ryuki Matsuda Harry Wendelken                    | Ryuki Matsuda Martin Kližan                                                      | Ioannis Xilas Demetris Azoides Aleksandre Bakshi Filip Peliwo                   |
| 25 martie                                                    | Tsukuba, Japonia Hard M15 Simplu și Dublu                  | Hikaru Shiraishi 6–1, 6–3                                 | Kokoro Isomura                                   | Zhou Yi Ryotaro Matsumura                                                        | Chung Yun-seong Lee Jea-moon Shin San-hui Stefanos Sakellaridis                 |
| 25 martie                                                    | Tsukuba, Japonia Hard M15 Simplu și Dublu                  | Yusuke Kusuhara Shunsuke Nakagawa 7–5, 7–6(7–4)           | Ray Ho Nam Ji-sung                               | Zhou Yi Ryotaro Matsumura                                                        | Chung Yun-seong Lee Jea-moon Shin San-hui Stefanos Sakellaridis                 |
| 25 martie                                                    | Monastir, Tunisia Hard M15 Simplu și Dublu                 | Constantin Bittoun Kouzmine 6–2, 6–3                      | Alexandre Aubriot                                | Tauheed Browning Cyril Vandermeersch                                             | Sven Corbinais Nicolas Ifi Massimo Giunta Simon Beaupain                        |
| 25 martie                                                    | Monastir, Tunisia Hard M15 Simplu și Dublu                 | Luc Fomba Ewen Lumsden 5–7, 7–6(7–2), [13–11]             | Jordan Chiu Daniel de Jonge                      | Tauheed Browning Cyril Vandermeersch                                             | Sven Corbinais Nicolas Ifi Massimo Giunta Simon Beaupain                        |
| 25 martie                                                    | Antalia, Turcia Zgură M15 Simplu și Dublu                  | Nicolai Budkov Kjær 6–4, 6–3                              | Niels Visker                                     | Stijn Slump Eero Vasa                                                            | Jiří Barnat Atakan Karahan Evgenii Tiurnev Deney Wassermann                     |
| 25 martie                                                    | Antalia, Turcia Zgură M15 Simplu și Dublu                  | Jiří Barnat Jasza Szajrych 4–6, 6–3, [10–4]               | Ioan Alexandru Chiriță Alexandru Jecan           | Stijn Slump Eero Vasa                                                            | Jiří Barnat Atakan Karahan Evgenii Tiurnev Deney Wassermann                     |